# 和歌山マツダ
株式会社和歌山マツダ（わかやまマツダ）は和歌山県和歌山市にある、和歌山県を営業エリアとするマツダの自動車ディーラー。
地場独立資本のディーラーであり、現在は大阪マツダ販売のグループ企業となっている。
なお、歴史上、同名の会社が二度にわたって存在した。本項では両方とも紹介する。

## 営業所
- 本社：和歌山市湊
- 大浦ユーカーランド（旧ユーノス和歌山大浦店）：和歌山市今福
- 紀三井寺店：和歌山市三葛
- 田辺店：田辺市
- 那賀店：紀の川市

## 概説
- 1951年（昭和26年）：地場資本で和歌山マツダ（旧社）設立。
- 1959年（昭和34年）：和歌山マツダ（旧社）の資本で「マツダオート和歌山」を設立。当該会社が現法人の源流となる。
- 1968年（昭和43年）：オイルショックによる販売減の影響で、マツダオート和歌山をマツダ側に譲渡。オート和歌山のみメーカー資本に移行する。
- 1982年（昭和57年）：マツダが、マツダオート和歌山を大阪マツダ販売に譲渡。
- 1991年（平成3年）：マツダオート和歌山の社名を「アンフィニ和歌山」に変更。
- 2001年（平成13年）1月30日：バブル崩壊後の販売減が続いたことで、和歌山マツダ（旧社）が自主廃業する。
- 2010年（平成22年）：アンフィニ和歌山の社名を「和歌山マツダ」（新社）に変更。現在に至る。